# John Hendrik
John Hendrik (* 17. November 1904 in Berlin; † 11. Juni 2004 ebenda) war ein deutscher Sänger (Tenor) und populärer Rundfunkmoderator.

## Leben
John Hendrik wurde von der Schallplattenfirma Carl-Lindström-A.G. als Tenor entdeckt, während er dort nach dem Abitur Mitte der 1920er Jahre ein kaufmännisches Volontariat absolvierte. Er spielte fortan als „Schellack-Sänger“ zahlreiche populäre Platten ein und startete 1930 mit einem Engagement im Theater des Westens in Berlin auch eine Bühnenkarriere als Operettensänger. Dort brillierte er, nachdem er unter 200 Bewerbern beim Vorsingen gewonnen hatte, in der Rolle des Prinzen Sou-Chong in Land des Lächelns von Franz Lehár, der Paraderolle seines Vorbildes Richard Tauber. Später wurde er am Central Theater in Dresden engagiert, wo er mehrere Operettenparteien sang und im Dreimäderlhaus von Heinrich Berté auch mit Richard Tauber zusammen auf der Bühne stand.
Anfang 1933 wurde Hendrik als Jude persönlich von nationalsozialistischen Theatermitarbeitern bedroht. Ein zufällig eintreffendes Angebot aus London erlaubte es ihm, rechtzeitig zu emigrieren. In London stieg Hendrik zum ‚Ersten Tenor‘ der BBC auf und stand vor einer glanzvollen Karriere. Doch zog es ihn 1935 in die USA, wo er im Laufe der Zeit zahlreiche Engagements erhielt, aber nicht an die alten Erfolge anknüpfen konnte. Immerhin sang er als Vertretung von Richard Tauber 1946 am Broadway in Das Land des Lächelns, während der erkrankte und stimmlich indisponierte Tauber dirigierte. Hendrik war zu dieser Zeit schon US-amerikanischer Staatsbürger. Als solcher arbeitete er seit dem Beginn des Zweiten Weltkriegs für das ‚German Department‘ des OWI, den US-Kriegsinformationsdienst, und sprach Propagandasendungen ein. Nach dem Krieg wurde er vom Sender Voice of America auf mehrere erfolgreiche Gesangstourneen durch die Amerika-Häuser in deutschen Großstädten geschickt.
1957 kehrte John Hendrik endgültig nach Deutschland zurück. Beim von der amerikanischen Besatzungsmacht gegründeten Sender RIAS Berlin rief er im Laufe der Zeit als Radio-Moderator mehrere, zum Teil Jahrzehnte laufende Sendereihen ins Leben, wie: Heute so beliebt wie damals, Klingendes Amerika und Zweites Frühstück mit John Hendrik. Der 1981 gegründete RIAS-Opernstammtisch wurde unter der Schirmherrschaft von Generalintendant Götz Friedrich live aus der Deutschen Oper Berlin gesendet. Seine erfolgreichste Sendung aber war nach Senderangaben der Club 18, das Internationale Jazz-Forum für junge Hörer, das ab 1957 jeden Samstag Tausende Hörer in West- und Ost-Berlin fand.
John Hendrik moderierte Radiosendungen bis zum 90. Lebensjahr, nach der Auflösung von RIAS für Deutschlandradio Kultur und zuletzt noch für Antenne Brandenburg. Schallplatten veröffentlichte der Sänger nach dem Krieg nur noch wenige. Allerdings wurde seine Version von Rudolph, the Red-Nosed Reindeer unter dem Titel Rudolf, das kleine Rentier mit einem selbstverfassten deutschsprachigen Mittelteil zum vielgefragten Hit weihnachtlicher Wunschkonzerte.
Im Alter von 95 Jahren schrieb John Hendrik seine Memoiren unter dem Titel Mein merkwürdiges Leben.